# Фратта-Полезіне
Фратта-Полезіне (італ. Fratta Polesine, вен. Frata Połesine) — муніципалітет в Італії, у регіоні Венето, провінція Ровіго.
Фратта-Полезіне розташована на відстані близько 360 км на північ від Рима, 70 км на південний захід від Венеції, 12 км на захід від Ровіго.
Населення — 2699 осіб (2014).

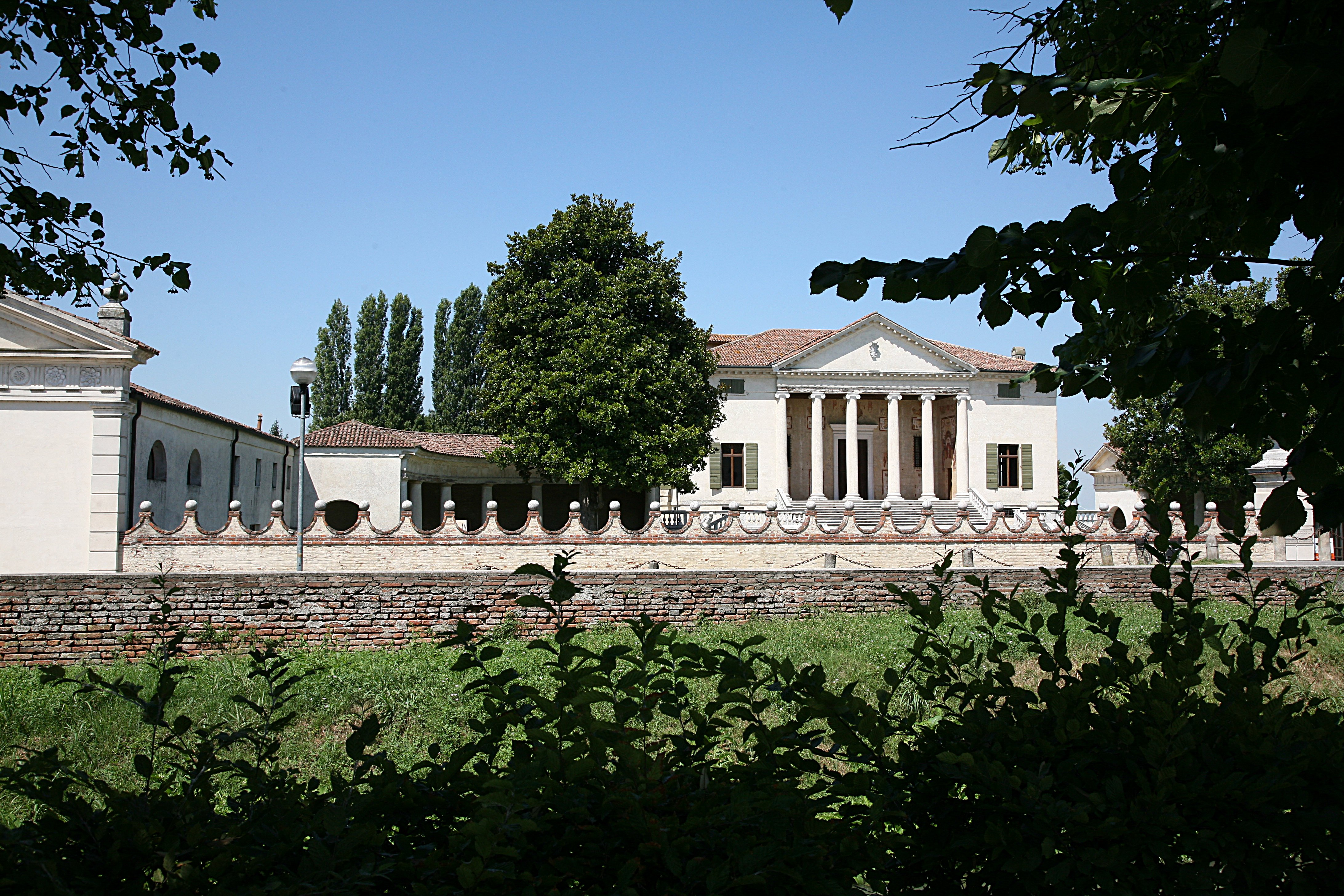

Щорічний фестиваль відбувається 29 червня. Покровитель — Петро (апостол).

## Демографія
Населення за роками:

Станом на 1 січня 2023 року в муніципалітеті офіційно проживало 160 іноземців з 16 країн, серед них 34 громадяни країн Євросоюзу та 3 громадяни України.

## Сусідні муніципалітети
- Коста-ді-Ровіго
- Лендінара
- Пінкара
- Сан-Белліно
- Вілламарцана
- Вілланова-дель-Геббо